# Jurica Buljat
Jurica Buljat (Zadar, 19 september 1986) is een Kroatisch voetballer die doorgaans speelt als centrale verdediger. In augustus 2022 verruilde hij NK Zadar voor NK Novalja. Buljat maakte in 2010 zijn debuut in het Kroatisch voetbalelftal.

## Clubcarrière
Buljat was in zijn vaderland actief voor NK Zadar en Hajduk Split, voordat hij op 20 juni 2011 een driejarige verbintenis ondertekende bij Maccabi Haifa in Israël. Hij speelde dat seizoen 31 wedstrijden, maar in onderling overleg werd toch besloten uit elkaar te gaan. Buljat speelde nog even voor zijn oude jeugdclub, NK Zadar, maar in 2013 tekende hij voor twee jaar bij Energie Cottbus in Duitsland. In juli 2014 verliet Buljat de Duitse club. Hij tekende vervolgens een eenjarig contract bij de club uit zijn geboortestad, NK Zadar. In maart 2015 vertrok de Kroaat naar Oekraïne om te spelen bij Metalist Charkiv. In juli 2015 verliet de Kroaat die club. Sinds 2016 speelt Buljat voor Bunjodkor uit Tasjkent. Een jaar na zijn komst ging hij spelen voor stadsgenoot Pachtakor Tasjkent. Een halfjaar later verliet Buljat Oezbekistan, toen hij overstapte naar BATE Barysaw. Na een halfjaar verliet hij BATE weer. Hierop tekende hij een contract voor ruim drie maanden bij Lokomotiv Plovdiv. Na afloop van dit contract zat Buljat een tijdlang zonder club, voor hij eind februari 2019 bij Inter Zaprešić tekende. Na een periode bij Hetten keerde Buljat in februari 2021 terug bij NK Zadar, om in 2022 voor NK Novalja te gaan spelen.

## Interlandcarrière
Buljat debuteerde in het Kroatisch voetbalelftal op 26 mei 2010, toen er in Tallinn met 0–0 gelijkgespeeld werd tegen Estland. De verdediger begon op de bank en mocht van bondscoach Slaven Bilić twee minuten voor tijd invallen voor Milan Badelj. De andere debutant tijdens dit duel was Luka Vučko (Eskişehirspor). Buljat werd tevens opgenomen in de selectie voor het EK 2012, waar hij met Kroatië in de groepsfase werd uitgeschakeld. Tijdens het toernooi speelde hij geen enkel duel.
| Interlands van Jurica Buljat voor Kroatië | Interlands van Jurica Buljat voor Kroatië | Interlands van Jurica Buljat voor Kroatië | Interlands van Jurica Buljat voor Kroatië | Interlands van Jurica Buljat voor Kroatië | Interlands van Jurica Buljat voor Kroatië | Interlands van Jurica Buljat voor Kroatië |
| №                                         | Datum                                     | Wedstrijd                                 | Uitslag                                   | Competitie                                | Goals                                     |                                           |
| Als speler bij Hajduk Split               | Als speler bij Hajduk Split               | Als speler bij Hajduk Split               | Als speler bij Hajduk Split               | Als speler bij Hajduk Split               | Als speler bij Hajduk Split               | Als speler bij Hajduk Split               |
| ----------------------------------------- | ----------------------------------------- | ----------------------------------------- | ----------------------------------------- | ----------------------------------------- | ----------------------------------------- | ----------------------------------------- |
| 1                                         | 26 mei 2010                               | Estland – Kroatië                         | 0 – 0                                     | Vriendschappelijk                         |                                           |                                           |
| 2                                         | 12 oktober 2010                           | Kroatië – Noorwegen                       | 2 – 1                                     | Vriendschappelijk                         |                                           |                                           |

Bijgewerkt op 9 april 2025.